# Huta Gruszczyno
Huta Gruszczyno (do 1927: Huta Golicynów) – wieś w Polsce położona w województwie mazowieckim, w powiecie węgrowskim, w gminie Stoczek. Ma status sołectwa.
W latach 1840–42 hrabia Siergiej Golicyn zbudował w tym miejscu hutę szkła, znaną jako Huta Szklana Golicynów. Huta funkcjonowała do 1878 r., kiedy to dobra starowiejskie należące do wdowy po Golicynie, Marii z hr. Jezierskich, zostały sprzedane w celu spłacenia długów księżnej Golicyn. Zakupił je hrabia Wiktor Gawroński (ojciec późniejszego generała Wojska Polskiego). Miesiąc później (16 czerwca) radca Gawroński przekazał dobra starowiejskie we wianie swojej córce Józefie, która poślubiła Kazimierza Krasińskiego (1850–1930, syn Adama, wnuk Józefa Wawrzyńca).
W latach 1954–1959 miejscowość była ośrodkiem administracyjnym gromady Huta Gruszczyno, a po jej zniesieniu znalazła się w gromadzie Paplin. W latach 1975–1998 miejscowość administracyjnie należała do województwa siedleckiego.
Wierni Kościoła rzymskokatolickiego należą do parafii św. Michała Archanioła w Starejwsi.